# Baritius
Baritius is een geslacht van vlinders van de familie spinneruilen (Erebidae), uit de onderfamilie Arctiinae.

## Soorten
- B. acuminata Walker, 1856
- B. affinis Rothschild, 1910
- B. brunnea Hampson, 1901
- B. discalis Walker, 1855
- B. eleuthera Stoll, 1781
- B. eleutheroides Rothschild, 1909
- B. flavescens Rothschild, 1909
- B. nigridorsipeltatus Strand, 1921